# Kościół św. Pawła w Salles-la-Source
kościół św. Pawła w Salles-la-Source (fr. Église Saint-Paul de Salles-la-Source) – kościół pod wezwaniem św. Pawła w Salles-la-Source, w departamencie Aveyron, we Francji. 22 grudnia 1937 roku został wpisany na listę pomników historii we Francji.

## Architektura
Kościół składa się z romańskiej apsydy zmienionej w XVI lub XVII wieku, dwóch XII-wiecznych transeptów oraz złamanej nawy sklepionej kolebkowo, która prawdopodobnie pochodzi z XIV wieku. Na skrzyżowaniu wzniesiono dzwonnicę z XVI lub XVII wieku, na planie ośmioboku.